# Kanton Le Plessis-Robinson
Kanton Plessis-Robinson is een voormalig kanton van het Franse departement Hauts-de-Seine. Kanton Plessis-Robinson maakte deel uit van het arrondissement Antony en telde 40.201 inwoners (1999).
Het werd opgeheven bij decreet van 24 februari 2014, met uitwerking in maart 2015.

## Gemeenten
Het kanton Le Plessis-Robinson omvatte de volgende gemeenten:
- Clamart (deels)
- Le Plessis-Robinson (hoofdplaats)